# Герман (Косолапов)
Епископ Герман (в миру Николай Васильевич Косолапов; 22 октября 1882, Саратов — ночь на 10 октября 1919, Саратов) — епископ Русской православной церкви, епископ Вольский, викарий Саратовской епархии.
Причислен к лику святых Русской православной церкви в 2006 году.

## Биография
Родился в семье статского советника, преподавателя русского языка и словесности Саратовского Александро-Мариинского реального училища, в котором обучался в период с 1893—1900 гг.. В 1902 году сдал экзамен в Саратовской первой мужской гимназии.
8 января 1905 года пострижен в монашество, затем рукоположён в иеромонаха.
В 1906 году окончил Санкт-Петербургскую духовную академию со степенью кандидата богословия.
С 1906 года — помощник смотрителя Сарапульского духовного училища Вятской губернии.
С 1907 года — помощник смотрителя Камышинского духовного училища.
С 13 марта 1908 года — смотритель Петровского духовного училища, архимандрит.
С 2 июля 1911 года — смотритель Обоянского духовного училища Курской губернии
С 1 февраля 1913 года — смотритель Курского духовного училища.
С 26 апреля 1916 года — ректор Владимирской духовной семинарии.

## Епископ
С 11 февраля (24 февраля) 1918 года — епископ Вольский, викарий Саратовской епархии.
В июле — сентябре 1918 года — временно управляющий Саратовской епархией.
После ареста 24 августа 1918 года священника Михаила Платонова (за проведённую в Свято-Серафимовской церкви Саратова панихиду по царственным мученикам, «за возмущение народных масс в церковной проповеди, написании и распространении литературы против советской власти») дал благословение Епархиальному совету прекратить богослужение в храме, кроме требоисполнения, и обратиться к прихожанам с призывом бороться за своего пастыря и требовать его освобождения: «Если пастыри не жалеют себя ради паствы, то и паства должна самоотверженно защищать своего духовного отца».
16 сентября 1918 года арестован по обвинению в «инсценировке запрещения богослужения советской властью». В октябре 1918 года на показательном процессе приговорён к 15 годам лишения свободы с привлечением к выполнению принудительных работ (священник Михаил Платонов был на том же процессе приговорён к расстрелу, протоиерей Алексей Хитров — к тому же наказанию, что и епископ). Около 10 тысяч верующих Саратова и Вольска подписались под прошением об освобождении владыки Германа и других арестованных священнослужителей.
В декабре 1918 года приговор был отменён и дело направлено на новое рассмотрение. Был освобождён из-под стражи, но уже в январе 1919 года вновь осуждён к 15 годам лишения свободы (священник Михаил Платонов приговорён к тюремному заключению на 20 лет с применением общественных работ, протоиерей Алексий Хитров осуждён к условному заключению в тюрьму на 10 лет). В апреле 1919 года был освобождён, но уже в мае вновь арестован.

## Мученическая кончина
Ввиду наступления войск А. И. Деникина постановлением Саратовской губернской чрезвычайной комиссии, заседавшей 8 октября 1919 года, был приговорён к расстрелу в числе других узников, осуждённых «за антисоветскую агитацию и как непримиримые враги рабоче-крестьянской власти». По преданию, когда узники узнали о готовящемся расстреле, священнослужители во главе с владыкой совершили в стенах саратовской тюрьмы отпевание самих себя и своих соузников-мирян.
Был казнён вместе с протоиереем Андреем Шанским (бывшим секретарём канцелярии епископа Гермогена (Долганёва)), священником Михаилом Платоновым и 10 мирянами в ночь на 10 октября 1919 года на Воскресенском кладбище. Несколько ранее, 2 октября 1919 года, Саратовская ЧК, использовав как повод убийство секретаря Московского горкома РКП(б) В. М. Загорского, постановила провести красный террор и расстрелять заложников из числа заключённых. 30 сентября на том же месте расстреляли протоиерея Геннадия Махровского (настоятеля Саратовского Свято-Троицкого собора), священника Олимпа Диаконова и 26 мирян.
Священный Синод Русской православной церкви 26 декабря 2006 года постановил включить имя владыки Германа в Собор новомучеников и исповедников Российских XX века.